# Sinocentrismo
     caratteri cinesi tradizionali utilizzati esclusivamente o quasi esclusivamente ( Taiwan,  Macao e  Hong Kong)
     caratteri cinesi semplificati utilizzati formalmente, ma i caratteri tradizionali continuano ad essere ampiamente utilizzati ( Singapore e  Malaysia)
     caratteri cinesi semplificati utilizzati esclusivamente o quasi esclusivamente ( Cina continentale)
     caratteri cinesi utilizzati in combinazione con altri sistemi di scrittura nella stessa lingua ( Corea del Sud e  Giappone)
     caratteri cinesi usati una volta nella lingua ufficiale, ma sono diventati obsoleti ( Mongolia,  Corea del Nord e  Vietnam)

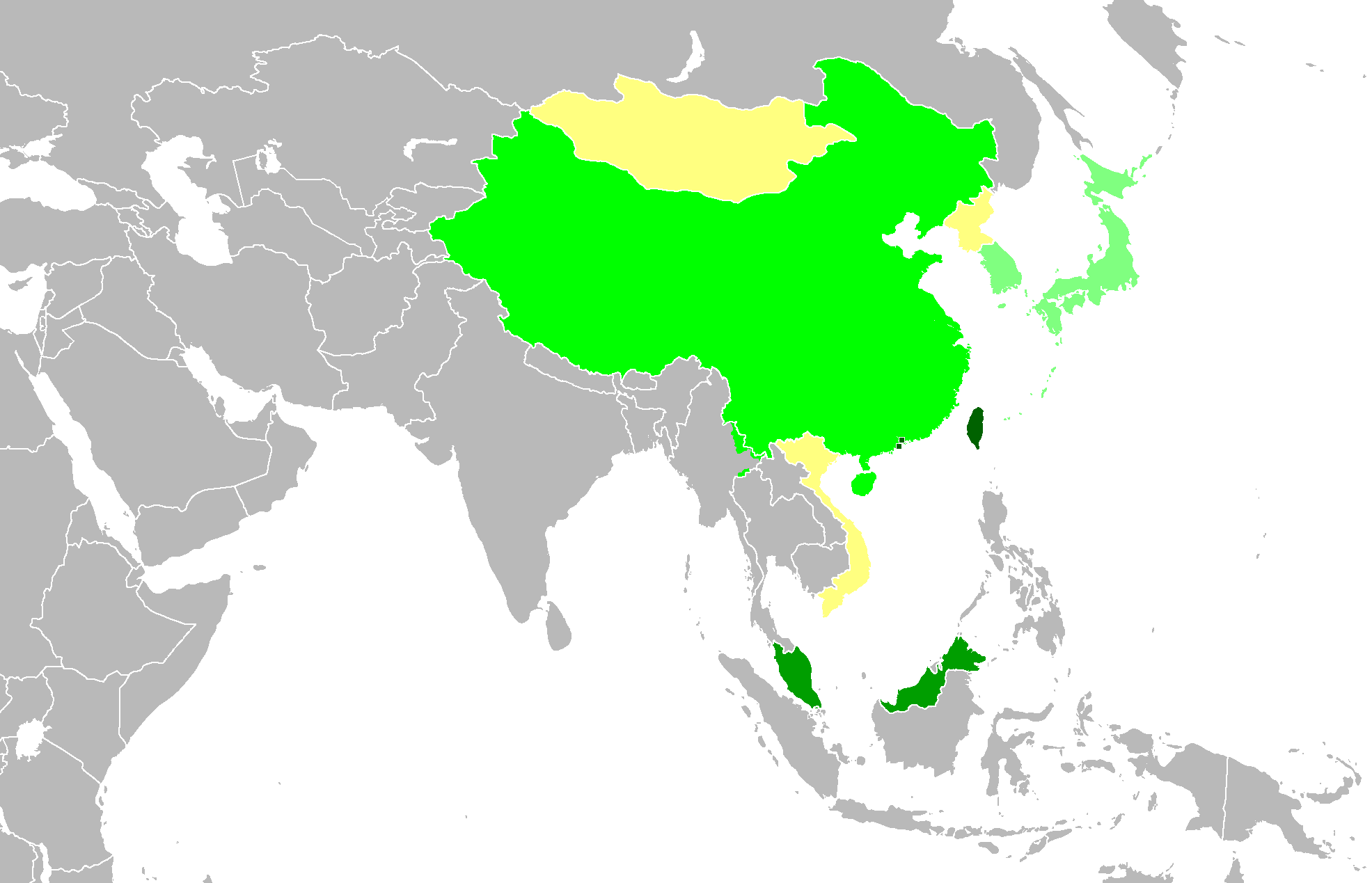
Paesi in cui i caratteri cinesi sono stati/sono utilizzati per scrivere le lingue ufficiali / dominante:
caratteri cinesi tradizionali utilizzati esclusivamente o quasi esclusivamente (TWN, MAC e HKG)
caratteri cinesi semplificati utilizzati formalmente, ma i caratteri tradizionali continuano ad essere ampiamente utilizzati (SGP e MYS)
caratteri cinesi semplificati utilizzati esclusivamente o quasi esclusivamente (Cina continentale)
caratteri cinesi utilizzati in combinazione con altri sistemi di scrittura nella stessa lingua (KOR e JPN)
caratteri cinesi usati una volta nella lingua ufficiale, ma sono diventati obsoleti (MNG, PRK e VNM)

Il Sinocentrismo (cinese semplificato 中国中心主义, cinese tradizionale 中國中心主義, Pinyin Zhōngguó zhōngxīn zhǔyì) si riferisce all'antica idea che la Cina era il centro culturale del mondo.

## Descrizione e contesto
A seconda del contesto storico, il sinocentrismo può riferirsi sia al etnocentrismo delle persone cinesi Han e la cultura Han, o il moderno concetto di Zhonghua minzu. Era popolare tra le élite cinesi sin dalla dinastia Qing, ma non più tra i cinesi a oggi.
In epoche pre-moderne, è spesso presa la forma di visualizzazione della Cina come la più avanzata civiltà nel mondo, in contrapposizione ai gruppi etnici esterni o le nazioni straniere come incivili a vari livelli. Questa distinzione è conosciuta in cinese come il distinzione Hua-Yi. In tempi moderni, a volte può assumere la forma di supremazia di base cinese rispetto alle altre nazioni.